# Uvádějící učitel
Uvádějící učitel je zkušený pedagog, který je mentorem pro začínajícího učitele, či pro učitele nastupujícího do nové školy. Od uvádějícího učitele se očekává pomoc při stanovení cílů a při vytváření struktury vyučovacích hodin. Poskytuje také popisnou zpětnou vazbu na pedagogickou činnost začínajícího učitele. Jeho pomoc by měla začínajícím učitelům usnadnit nástup do nového zaměstnání a zapojení do kolektivu.

## Hlavní úlohy uvádějícího učitele
Uvádějící učitel je zkušeným pedagogem, díky čemuž může začínajícím učitelům usnadnit adaptaci na nové prostředí či úlohy. Své rady by ovšem neměl nikomu vnucovat a ani by neměl začínajícího učitele a jeho schopnosti a metody pouze kritizovat, naopak je důležité s novým učitelem jednat jako s rovnocenným partnerem, nepovyšovat se, naslouchat a být empatický. Uvádějící učitel by v žádném případě neměl svými názory ovlivňovat ostatní. Začínajícího učitele má vést k (sebe)reflexi a na jeho činnosti poskytovat zejména popisnou zpětnou vazbu.
Většinou pak za asistence vedení školy pomáhá začínajícím učitelům seznámit se s prostředím školy, tedy například i kde se nachází toalety, v jakých třídách učitel působí. Dále mu osvětluje provoz dané školy, tedy jaký je její řád a život v ní, kde se nachází určité kabinety, knihovny, jejich řád. Objasňuje mu, jaké jsou povinnost dozoru či jak probíhá a co obnáší suplování, jaká jsou pravidla při sestavení rozvrhu, pravidla pro organizaci mimoškolních aktivit či otázky ohledně administrativy obecně. Novým učitelům pomáhá uvádějící učitel sestavit a realizovat vyučovací hodiny, například s ohledem na pomůcky, které žáci používají, či na konkrétní učební plány školy. Může pomáhat i se systémem hodnocení (například s jeho rozložením v průběhu roku či způsobem zápisu známek), s komunikací a prací se žáky (zejména s těmi se speciálními potřebami), ale i s komunikací s rodiči, kolegy nebo partnery školy. Může ukázat, jak řešit případné problémy, které by ve třídě mohly nastat. V neposlední řadě také může pomoci zorientovat se v možnostech dalšího vzdělávání učitelů či kariérního růstu nebo například v možnostech spolupráce s pedagogicko-psychologickými poradnami a podobně.
O mnohých z výše popsaných věcech nemusí mít začínající učitel povědomí a sám se na ně zeptat tedy nemusí, proto je důležité, aby ho zkušenější pedagog těmito oblastmi prováděl automaticky.

## Ukotvení v legislativě
Činnost uvádějícího učitele bývala právně ukotvená, konkrétně vyhláškou č. 79/1977 Sb. Ta byla ale k 1.1.1985 zrušená a od té doby tedy záleželo na konkrétních školách a jejich vedení, zda a jakým způsobem se bude podpora začínajícím učitelům poskytovat.
V minulých letech se ovšem projednávala úprava zákona č. 563/2004 Sb. o pedagogických pracovnících, která by pro každého začínajícího učitele během adaptačního období znamenala nárok na pomoc od uvádějícího učitele, kterého by mu přidělil ředitel školy. Podle nového kariérního řádu by měl uvádějící učitel nárok na příplatek po dobu vykonávání činnosti a mohl by mu být snížen i rozsah jeho pedagogické činnosti. Roční náklady na zavedení adaptačního období a pozice uvádějícího učitele se pohybují kolem 0,2 miliardy a druhá fáze tohoto procesu je odhadována na 50 milionů ročně. Ačkoliv byl kariérní řád schválen poslanci a následně předložen Vládě, byl nakonec vzat zpět. Určitá pravidla by ale měla být stanovena v průběhu jednoho roku.

## Uvádějící učitel na školách v Česku
Z průzkumu z roku 2018 vyplynulo, že pouze 80 % začínajících učitelů využívá pomoci uvádějícího učitele, zbylých 20 % často i bez adaptačního plánu. Ve školách, které poskytují služby uvádějícího učitele, je výrazně vyšší pravděpodobnost, že začínající učitel u své kariéry vydrží déle. Získá totiž podporu jak v administrativních, technických či čistě organizačních ohledech výuky, lépe se zapojí do pedagogického kolektivu a života školy za současné sebereflexe jeho výuky a pokroku. Jedním z efektů tak může být i přirozená generační obměna učitelských sborů.
V současném školním roce probíhala na desítkách škol, do nichž nastoupili či měli nastoupit začínající učitelé, pilotáž aktivity Začínající učitel projektu SYPO. Během této fáze měli být vyškoleni garanti, kteří by školám pomáhali zvolit nejlepší způsob podpory začínajících učitelů, s čímž má pomoci i dokument nazvaný Model systému podpory začínajících učitelů.

## Zahraniční praxe
V evropských zemích není uvádění učitelů během adaptačního období neobvyklou praxí. Zpravidla toto období trvá jeden rok, avšak v různých zemích se liší, a také není všude povinné. Nicméně i v zemích, kde adaptační období není povinností, existují různé a hojně využívané programy, které se uváděním učitelů zabývají.

### Praxe ve vybraných evropských zemích

#### Německo
Co se jednotlivých zemí týče, například v Německu je adaptační období zahrnuto v referendariátu. Ten se sice v rámci jednotlivých spolkových zemí liší, určité standardy ale platí pro všechny z nich. Probíhá již v rámci univerzit a praxí, kdy je budoucím učitelům přidělen uvádějící učitel.

#### Rakousko
V Rakousku je uvádějící učitel přidělen začínajícím učitelům během druhé fáze studia navazující na bakalářské studium – indukce. Role uvádějícího učitele je zde podpůrná, současně začínajícímu učiteli radí, avšak také ho na závěr této fáze hodnotí.

#### Anglie
V Anglii musí každý nově kvalifikovaný učitel projít obvykle roční indukcí, během níž se dále vzdělává a je mu přidělen uvádějící učitel. Na jejím konci je pak učitel hodnocen, na základě čehož může být rozhodnuto pro prodloužení tohoto období.

#### Francie
Ve Francii není uvádějící učitel nijak formalizován, může pomáhat začínajícím učitelům i z jiných škol. Pomoc je omezena tedy pouze na profesní oblast.